# Bonnechere Algonkini
Bonnechere Algonkini, Ime skupini Algonquin Indijanaca koji etnički pripadaju široj grupi Golden Lake ili Pikwakanagan, od kojih su se odcijepili 1930. ne htjevši primit status Indijanaca i biti dio bande. Dio ovih Pikwakanagana sa svojim obiteljima je tada napustio rezervat i danas žive u okrugu Renfrew i susjednim područjima Ontarija u Kanadi. Ime su dobili po rijeci Bonnechere (od fr. bonne chère, dobro jesti; kraj bio bogat divljači), pritoci Ottawe.

## Vanjske poveznice
- The Bonnechere Algonquin Community  Arhivirana inačica izvorne stranice od 27. rujna 2008. (Wayback Machine)